# Hamodes ochracea
Hamodes ochracea är en fjärilsart som beskrevs av Swinhoe 1891. Hamodes ochracea ingår i släktet Hamodes och familjen nattflyn. Inga underarter finns listade i Catalogue of Life.